# ۱۰۳۳ (میلادی)
۱۰۳۳ (میلادی) هزار و سی و سومین سال تقویم میلادی است.

## زادگان
قدیس آنسلم کانتربری

## درگذشتگان
لیو امپراتریس و نایب السلطنه و حاکم اصلی دودمان سونگ
‎